# Tarjeta navideña

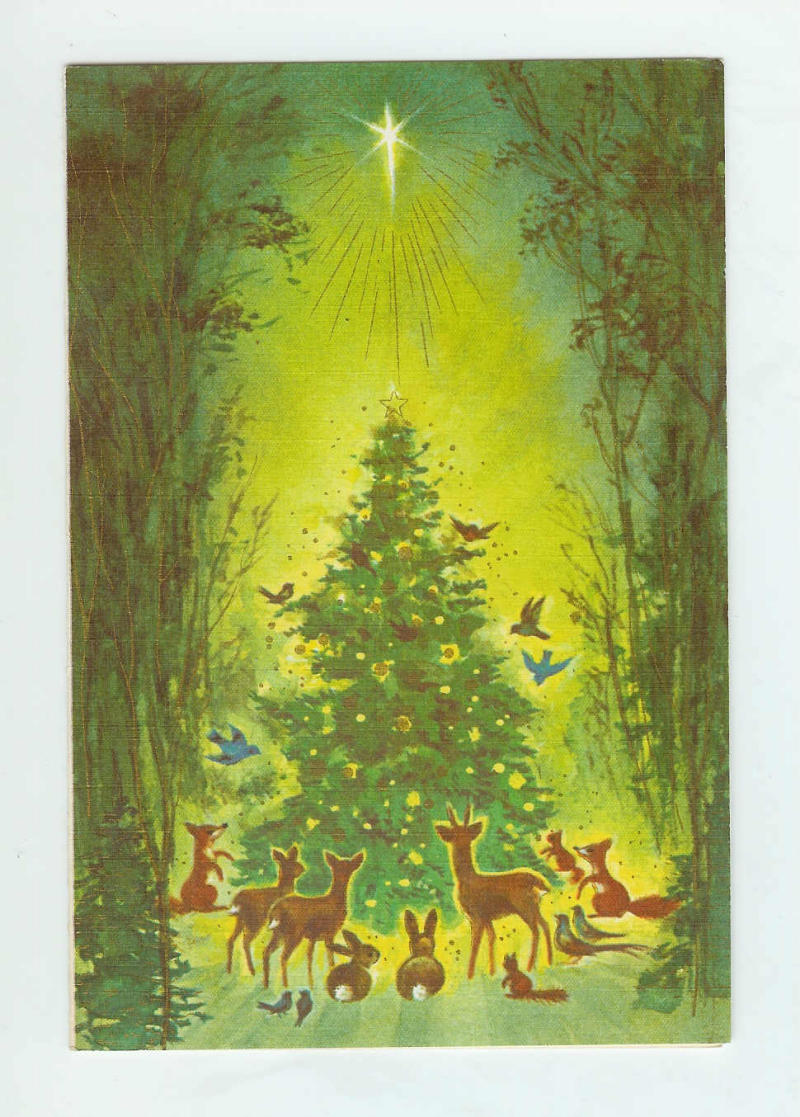
Tarjeta navideña del año 1950.

Una tarjeta navideña es una tarjeta de felicitación que se adorna de una manera que celebre la Navidad. En España, se conoce popularmente como christmas (del inglés Christmas card), palabra que a menudo se adapta a crismas, aunque la Fundéu considera innecesarios tanto el extranjerismo como la adaptación. El contenido típico de una tarjeta navideña se extiende desde símbolos verdaderamente cristianos tales como escenas del Nacimiento de Jesús y la estrella de Belén a las referencias puramente seglares, a veces chistosas, a veces estacionales (paisajes, meteorología, etc.) o a las actividades comunes de Navidad como compras y festejos. Las tarjetas de Navidad son enviadas durante el periodo navideño (alrededor del 25 de diciembre) por mucha gente (incluyendo no cristianos) en la cultura occidental y en Asia. Estas tarjetas con el tiempo se hicieron muy populares.

## Historia
Las primeras tarjetas de Navidad comerciales fueron patrocinadas en 1843 por Sir Henry Cole en Londres, y ofrecían una ilustración de Juan Callcott Horsley. La estampa de una familia que bebía vino junto con un niño pequeño se manifestó polémica, pero la idea era astuta: Cole había ayudado a introducir el Correo a Penique tres años antes. Una serie de 1000 tarjetas fue impresa y vendida por un chelín cada una.
Las primeras tarjetas inglesas raramente mostraron imágenes del invierno o de temas religiosos, favoreciendo en su lugar las flores, las hadas y otros diseños imaginarios que recordaran al receptor el acercamiento de la primavera. Las imágenes chistosas y sentimentales de niños y de animales fueron cada vez más populares al igual que las formas, las decoraciones y los materiales cada vez más elaborados. En 1875 Louis Prang se convirtió en la primera impresora en ofrecer tarjetas en América, y no obstante el renombre de sus tarjetas, las imitaciones baratas lo llevaron fuera del mercado. El advenimiento de la postal fue el inicio de un declive de las tarjetas elaboradas al estilo victoriano, pero hacia los años 1920, las tarjetas con sobres habían vuelto
Las tarjetas continuaron desarrollándose a través del siglo XX con cambios de gusto y técnicas de impresión. Las dos guerras mundiales trajeron tarjetas con temas patrióticos. Las tarjetas de estudio con imágenes de historieta y a veces humor arriesgado calaron en los años 1950. Imágenes nostálgicas, sentimentales y las imágenes religiosas fueron luego de nuevo populares, y las reproducciones de tarjetas victorianas y eduardianas son fáciles de obtener.
Las tarjetas de Navidad "oficiales" comenzaron con la reina Victoria del Reino Unido en los años 1840. Las tarjetas de la familia real británica son generalmente retratos que reflejan los acontecimientos personales significativos del año. En 1953, el presidente Dwight D. Eisenhower publicó la primera tarjeta oficial de la Casa Blanca. Las tarjetas representan generalmente escenas de la Casa Blanca interpretadas por prominentes artistas norteamericanos. El número de receptores ha crecido a lo largo de las décadas, a partir de apenas 2.000 en 1961 a 1,4 millones en 2005.
Las tarjetas de Navidad pueden comprarse individualmente pero se venden generalmente en paquetes del mismo diseño o de diseños variados. El renacimiento del interés por la artesanía con papel, el scrapbooking en particular, ha mejorado el estatus de la tarjeta hecha en casa y ha hecho disponible un arsenal de herramientas para estampar, perforar y cortar. Los avances en la fotografía digital y en la calidad de impresión han proporcionado una manera más tecnológica de personalizar tarjetas con fotos, mensajes o clip art.

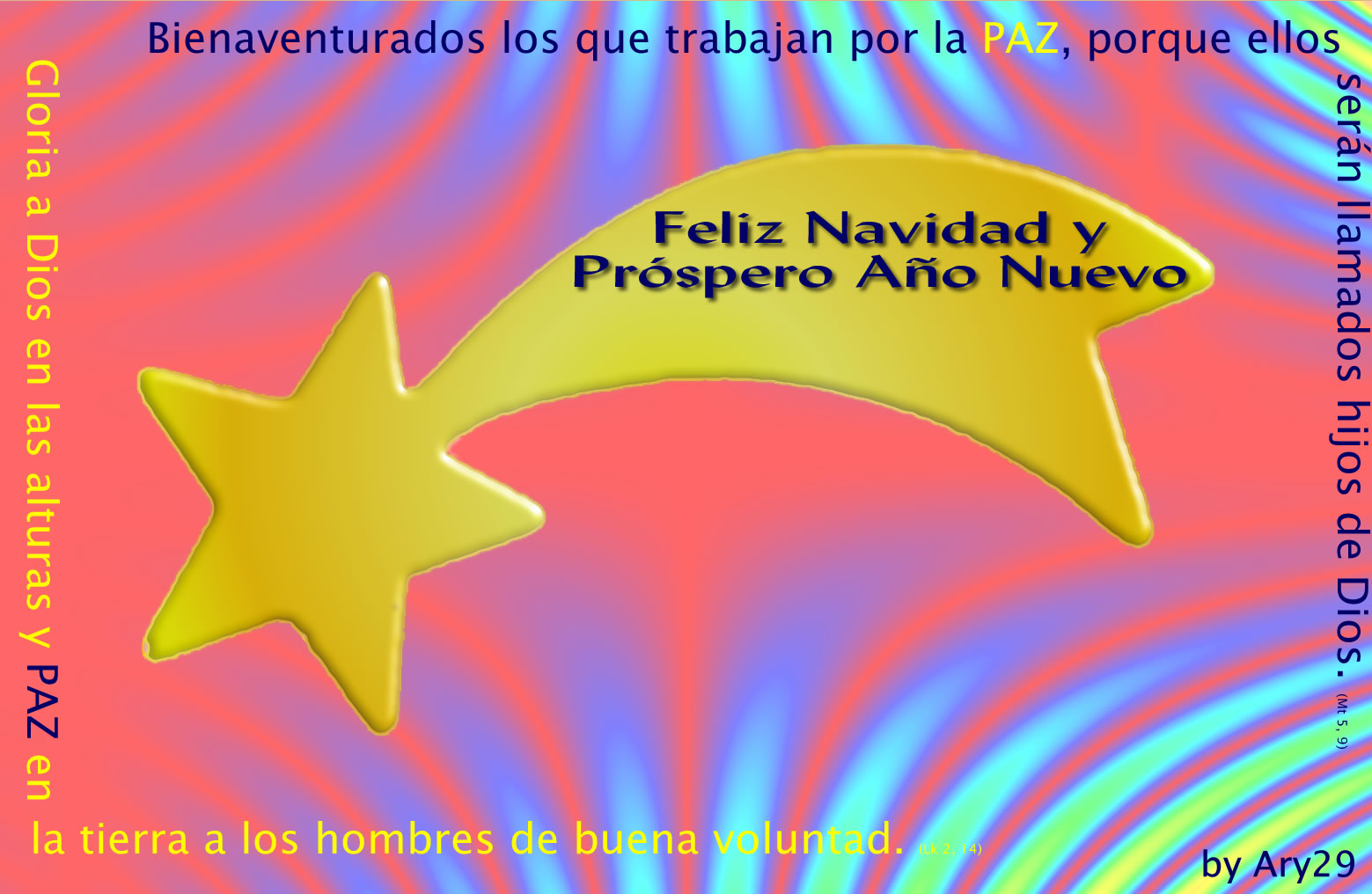
Diseño de una felicitación navideña contemporánea.

La tecnología fue también la responsable del declive de la tarjeta de Navidad impresa. El número estimado de tarjetas recibidas por hogar en los Estados Unidos cayó de 29 en 1987 a 20 en 2004  ya que la generalización de los teléfonos móviles permitió un contacto más frecuente y acostumbró a las nuevas generaciones a utilizarlos en vez de los textos manuscritos - unido especialmente a la disponibilidad de páginas web que ofrecen tarjetas digitales de Navidad gratis por correo electrónico. No obstante, con un total de 1900 millones de tarjetas enviadas tan sólo en los Estados Unidos en 2005, las tarjetas navideñas tradicionales no desaparecieron totalmente.
Desde el principio, las tarjetas de Navidad han sido coleccionadas ávidamente. La reina María de Inglaterra reunió una gran colección que ahora se guarda en el Museo Británico . Los ejemplares de la edad de oro de la impresión (años 1840-1890) son especialmente estimados y se venden por grandes sumas en las subastas. En diciembre de 2005, una de las tarjetas originales de Horsley fue vendida por casi 9000 libras.[cita requerida] Los coleccionistas pueden centrarse en imágenes particulares como Papá Noel, poetas o determinadas técnicas de impresión.